# Lipje
Lipje je naselje v Mestni občini Velenje.